# MiKTeX
MiKTeX (произносится мик-те́х) — открытый дистрибутив TeX для платформы Windows. Одним из существенных достоинств MiKTeX является возможность автоматического обновления установленных компонентов и пакетов. Особенностью версий MiKTeX 2.7-2.9 является интегрированная поддержка XeTeX, LuaTeX, MetaPost, pdfTeX и совместимость с Windows Vista, Windows Server 2008, Windows 7 и Windows 8.
В настоящее время в состав MiKTeX включены:
- текстовый редактор TeXworks;
- компиляторы TeX, pdfTeX, XeTeX и LuaTeX;
- различные варианты TeX: e-TeX, Omega, NTS;
- конверторы TeX в PDF: Dvipdfm/Dvipdfmx;
- MetaPost
- полный набор общеиспользуемых макропакетов: LaTeX, ConTeXt и др.
- средство просмотра Yap
- другие инструменты и утилиты